# هارتفورد أتلتيك
هارتفور أتلتيك (بالإنجليزية: Hartford Athletic)‏ هو فريق كرة قدم احترافي أسس في سنة 2018 في مدينة هارتفورد، كونيتيكت الأمريكية يلعب الفريق حاليا في بطولة الدوري الامريكي على ملعب برات وتني.